# Raymond Narac
Raymond Narac, né le 3 mars 1964 à Caudebec-en-Caux (Seine-Maritime), est un pilote automobile français et dirigeant du centre Porsche de Rouen.

## Biographie

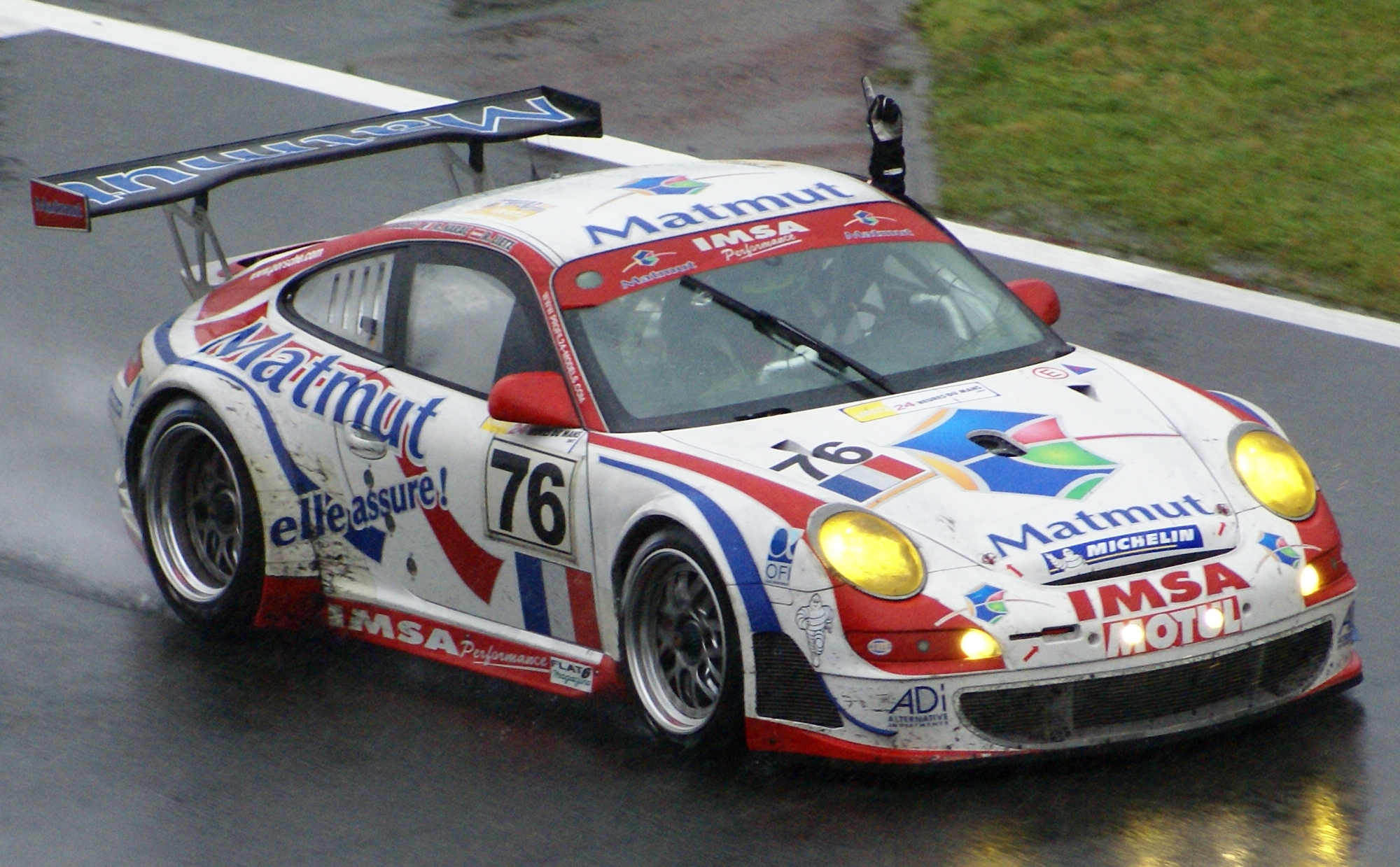
Victoire de la Porsche IMSA Performance aux 24 heures du Mans 2007 en GT2.

Après son service militaire, en 1989, Raymond trouve son premier emploi en qualité de technicien chez Porsche,.
En 1992, Raymond est chef d’atelier dans le garage Porsche de Rouen. Il rencontre le jeune Franck Rava qui est en fin études de mécaniques et qui devient son apprenti. Les deux complices fondent l'écurie de sport automobile IMSA Performance.
Raymond commence la compétition automobile sur une Porsche 996 Carrera Cup en l'an 2000 avec le concours du président de la Matmut, Daniel Havis.
Le 23 juin 2013, avec les pilotes Jean-Karl Vernay et Christophe Bourret, Raymond remporte l'épreuve des 24 heures du Mans dans la catégorie « GTE Am » et offre à la firme de Zuffenhausen sa centième victoire au Mans, toutes catégories confondues,,. Cette 90e édition est endeuillée par l’accident mortel du pilote danois Allan Simonsen, après une sortie de route à plus de 200 km/h.
En 2016, Raymond ajoute une troisième compétence à la concession Porsche de Rouen et à l'écurie IMSA Performance, en créant le premier centre Porsche Classic de France destiné à l'entretien et à la restauration des voitures anciennes de la marque.

## Carrière de pilote
- 2004 : Débuts de pilote en FFSA GT.

- 2005 :
  - Porsche Carrera Cup France, 5e ;
  - FFSA GT, 5e ;
  - 24 heures du Mans GT2, 4e et 15e au général.

- 2006 :
  - Porsche Carrera Cup France, 10e ;
  - FFSA GT catégorie GT2, champion ;
  - 24 heures du Mans, abandon.

- 2007 :
  - FFSA GT, champion ;
  - Le Mans Series catégorie GT2, 16e ;
  - 24 heures du Mans catégorie GT2, vainqueur et 15e au général.

- 2008 :
  - Le Mans Series catégorie GT2, 7e ;
  - 24 heures du Mans, abandon.

- 2009 :
  - International GT Open Super GT, 3e (3 victoires) ;
  - 24 heures du Mans, abandon.

- 2010 : Vainqueur des 24 Heures de Dubaï.

- 2011 :
  - Champion de la catégorie GTE Am en Le Mans Series avec Nicolas Armindo ;
  - Vainqueur des 1 000 kilomètres de Spa dans la catégorie GTE Am ;
  - Vainqueur des 6 Heures d'Imola dans la catégorie GTE Am ;
  - Vainqueur des 6 Heures d'Estoril dans la catégorie GTE Am.

- 2012 :
  - Vainqueur des 6 Heures de Spa dans la catégorie GTE Am ;
  - Deuxième des 24 heures du Mans dans la catégorie GTE Am.

- 2013 : Vainqueur des 24 heures du Mans dans la catégorie GTE Am ;
- 2015 : Champion de France en GT Tour ;
- 2016 : Vainqueur des 24 Heures de Spa dans la catégorie ProAm.

## Vie privée
En 2015, Raymond Narac est père de deux enfants issus de son mariage et vit en Haute-Normandie. 